# بيتي فوربس
بيتي فوربس (بالإنجليزية: Elizabeth Forbes) هي منافسة ألعاب القوى نيوزيلندية، ولدت في 27 ديسمبر 1916، وتوفيت في 29 أغسطس 2002.